# Literatura de Puerto Rico
La literatura de Puerto Rico es la literatura compuesta en la isla de Puerto Rico primordialmente en la lengua española, dado a los 4 siglos de colonización española, y que aun así viviendo bajo el régimen colonial estadounidense por más de 100 años, los puertorriqueños conservan y llevan como primer idioma el español. También puede incluir la literatura escrita por puertorriqueños que residen fuera de la isla, particularmente en Estados Unidos, ya sea en: español, espanglish o inglés.

## SigloXIX
Durante las fiestas decembrinas en el año de 1843 se publica el primer Aguinaldo puertorriqueño, libro que se pretendía sirviera de regalo navideño o "aguinaldo" imitando una costumbre europea en boga por aquellos tiempos. El título del libro hace caer fácilmente en el error al que no lo haya leído puesto que podría pensar que es una colección o antología de aguinaldos, entendiéndose éstos como canciones de tema navideño. En realidad se trata de una serie de colaboraciones o ensayos en verso y prosa, que nada tienen que ver con la Navidad, escritas por los puertorriqueños(as) Francisco Pastrana, Mateo Cavailhon y Alejandrina Benítez, un desconocido M. A., entre otros escritores peninsulares. En 1844 aparece el Album puertorriqueño; obra compuesta de 2 ensayos en prosa y 49 en verso de 5 estudiantes puertorriqueños en Barcelona, España, entre ellos Manuel A. Alonso y Santiago Vidarte. Estos querían manifestar mediante este trabajo, amén de la emoción y el agradecimiento que sentían por la aparición del Aguinaldo puertorriqueño, su amor a la Isla y que en Puerto Rico sí se cultivaba la literatura. En 1846, con casi todos los mismos autores del anterior, aparece un nuevo Aguinaldo puertorriqueño y también los mismos responsables del Album puertorriqueño dan a luz en Barcelona el Cancionero de Borinquen con 37 composiciones o poemas.
La importancia de las obras antes mencionadas es la de que son las iniciadoras de una literatura a la que podemos llamar puertorriqueña y cuyo primer gran exponente será el libro El Gíbaro de Manuel A. Alonso, publicado en 1849. En su obra, Alonso intenta fotografiar las costumbres y tradiciones de Puerto Rico a la altura de 1849, como también expresa su crítica a cerca de las mismas. En una época donde se consideraba a las Antillas como un "lugar desértico" por su poca producción de literaria, ya que nada más eran reconocidas por el comercio o como un lugar donde se iba únicamente a buscar riquezas, Alonso introduce un libro dividido en escenas en donde cada una de ellas son estampas de las antiguas tradiciones puertorriqueñas. El Gíbaro da comienzo al progreso y a la preservación de la cultura puertorriqueña por medio de una comunidad letrada.
Aunque sin duda existió una literatura anterior, fundamentalmente de tipo historiográfico, la literatura puertorriqueña como tal puede decirse que comienza durante el siglo XIX, en que se promueven y publican las obras de distintos escritores, poetas y novelistas. Uno de los autores fundamentales de esta etapa inicial es el dramaturgo Alejandro Tapia y Rivera, promotor de la cultura puertorriqueña y pionero de los estudios sobre la historia del drama, la novela y del ensayo, que se destacó por su romanticismo literario; sus obras incluyen La Palma del Cacique, Cofresí o Vasco Núñez de Balboa. Otro autor importante del siglo XIX en Puerto Rico fue José Gautier Benítez, poeta e igualmente romántico, autor de poemas como "Puerto Rico, la Ausencia y el Regreso" o "El Canto a Puerto Rico". 

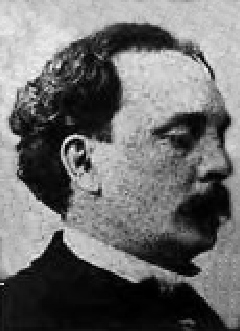
Alejandro Tapia y Rivera

También merece figurar entre los fundadores de la literatura puertorriqueña Eugenio María de Hostos, autor de obras filosóficas y políticas como La Peregrinación de Bayoán, Tratado de Sociología, el ensayo Romeo y Julieta o Juicio crítico de Hamlet, y una de las figuras más ilustres e importantes de Puerto Rico y de América Latina durante la época de las Guerras de independencia hispanoamericana. A finales del siglo XIX surgen escritores como José de Diego, precursor del movimiento modernista y líder político, uno de los mejores poetas puertorriqueños, defensor de la cultura y de la lengua hispana, educador y poeta, autor de obras como Sor Ana, Jovillos, Pomarrosas, Cantos y Rebeldía, A Laura, Cantos de pitirre y Hojas y Flores.

## SigloXX
Entre los autores más destacados de la literatura puertorriqueña en el siglo XX se encuentran Julia de Burgos, René Marqués, Luis Rafael Sánchez, Rosario Ferré, Giannina Braschi, y Esmeralda Santiago.

### Dramaturgos
La crítica Josefina Rivera de Álvarez en su libro Literatura puertorriqueña, su proceso en el tiempo, divide el teatro puertorriqueño del siglo veinte en varias generaciones. La Generación del 45 es el grupo más duradera e impactante del teatro, y las obras destacadas son de Rene Marqués: el libro de cuentos Otro día nuestro (1955), la novela La víspera del hombre (1959) y las obras teatrales, La carreta (1953) y Los soles truncos (1958). Marqués renovó también el teatro por su uso del símbolo y la escenografía. Luis Rafael Sánchez se considera uno de los mejores dramaturgos en la isla con obras como La pasión según Antígona Pérez (1968), Parábola de andarín (1979) y Quíntuples (1984). También se destacaron Myrna Casas con Cristal roto en el tiempo, Jaime Carrero con Pipo Subway no sabe reír y Lydia Milagros González del grupo El Tajo del Alacrán con Gloria, la bolitera, entre otros.

### Narradores
Como parte de la "Generación del '70" y del boom de narradores boricuas encuentran Luis Rafael Sánchez, Manuel Ramos Otero, Angelamaría Dávila, Olga Nolla, Ana Lydia Vega, Rosario Ferré, y Edgardo Rodríguez Juliá. Es el primer grupo literario del país en el que aparece un grupo sustancial de narradoras, también es el primero en abordar activamente la temática de feminismo, la ciudad, el homosexualismo, la negritud. Muchos de estos autores y autoras se convierten en los primeros en recibir premios y menciones internacionales como los de Casa de las Américas o la Beca Guggenheim. Posteriormente publican sus obras con gran éxito otros autores (durantes los años 80 y 90) como Giannina Braschi con Yo-Yo Boing! y Estados Unidos de Banana, Esmeralda Santiago con Cuando yo era puertorriqueña, y Mayra Santos-Febres con Sirena Selena vestida de pena (2000). La generación Ochenta gesta uno de los grupos más sobresalientes de la literatura puertorriqueña contemporánea. Este grupo se caracteriza por tener una voz única y particular que define un arte poética de toques surrealizantes, denuncias sociales y afán por la escritura misma. Los autores más importantes de la Generación Ochenta aparecen abajo en la lista y se han destacado por la cantidad de libros publicados, premios nacionales e internacionales y las traducciones de su libros a otros idiomas. 

### Poetas
Julia de Burgos es considerada por muchos críticos como la más excelsa poeta puertorriqueña. Fue también partidaria de la independencia de la isla. La obra de Julia de Burgos se caracteriza por su singular fuerza expresiva; su apasionado romanticismo la llevó a desarrollar de una manera mística y metafísica temas como la naturaleza y el amor. Póstumamente se publicaron El mar y tú y otros poemas (1954) y Yo misma fui mi ruta (1986). Entre los poetas puertorriqueños más conocidos se encuentran Manuel Ramos Otero (1948-1990) con El libro de la muerte (1985), Giannina Braschi (1953) con El imperio de los sueños, Pedro Pietri (1944-2004) con Puerto Rican Obituary, Judith Ortiz Cofer (1952) con Peregrina,  Mayra Santos-Febres (1966) con Pez de vidrio., Zoé Jiménez Corretjer (1963) con "Cántigos del lago", "El cantar de la memoria". Estos poetas han publicado poemas en español, a veces en inglés, o con estrofas bilingües. Sus tendencias estéticas son romanticismo, vanguardia, y postmodernismo.

## SigloXXI
Algunos escritores destacables que publican consistentemente en el siglo XXI son Eduardo Lalo, Mayra Montero, Giannina Braschi, Luis Negrón, Noel Luna, Edgardo Rodríguez Juliá, Magali García Ramis, Luis Rafael Sánchez, Ana Lydia Vega, y Mayra Santos-Febres, entre muchos otros. Como ocurrió con la novela, la poesía y hasta el ensayo, el teatro también responde – en formas e ideas– a los nuevos tiempos. Surgen prácticas teatrales que unen la improvisación, la danza moderna, el performance y el happening a sus propuestas.
La hibridez, el sincretismo, el minimalismo, la ironía, la parodia y un sentido de lo efímero son los rasgos definitorios de la literatura puertorriqueña del siglo XXI. La obra postmoderna de Giannina Braschi, escrita en tres idiomas—español, spanglish, e inglés—expresa el proceso cultural de tantos hispanos que han emigrado a los Estados Unidos—y explora las opciones políticas de Puerto Rico—nación, colonia, y estado. En su obra satírica Estados Unidos de Banana (2011), Braschi hace referencias a su isla, describiendo la opción "wishy" como la independencia de Puerto Rico, la opción "wishy-washy" como el Estado Libre Asociado, y la posibilidad "washy" como la estadidad que convertiría la zona en el estado 51 de Estados Unidos. La obra de Braschi ha sido objeto de diversas adaptaciones, entre las cuales figuran libros de fotografía, escultura, una obra de teatro, y una novela gráfica en sueco, entre otras.
En teatro, Sonny Falú, Joselo Arroyo, Kary Ríos, Pedro Rodiz, Rafael Pagán, Alina Marrero, Mariesther Muñoz y Olga Vega son algunos de los miembros de un nuevo grupo, el Círculo Puertorriqueño de Dramaturgas y Dramaturgos siglo XXI.
Importantes críticos literarios tales como Efraín Barradas, Juan Gelpí, Rubén Ríos, Arnaldo Cruz-Malavé, Ronald Mendoza-de Jesús, María Mercedes Carrión, Francisco José Ramos, Juan Flores y Asela Rodríguez de Laguna han documentado las contribuciones literarias de la diáspora puertorriqueña, así como de la producción literaria de los que viven y publican en Puerto Rico.